# Mit liv i Thylejren
 Denne artikel bør gennemlæses af en person med fagkendskab for at sikre den faglige korrekthed.

Mit Liv i Thylejren 1975 – 1984 er en bog skrevet af en tidligere beboer i Thylejren, Michael Perlmutter.
1. udgave udkom den 1. maj 2009 med 379 sider, og en forbedret 2. udgave udkom på lejrens 40 års fødselsdag den 4. juli 2010 med 394 sider. Den er blevet opdateret og udvidet flere gange siden, og er indtil nu udkommet i 6 udgaver. 
Den sidste sjette reviderede og rettede udgave blev udgivet i  2016 med 422 sider og 500 billeder. I denne udgave er medtaget de indtil 2016, 46 modtagne omtaler og anmeldelser fra læsere af bogen. 
 Der er for få eller ingen kildehenvisninger i denne artikel, hvilket er et problem. Du kan hjælpe ved at angive troværdige kilder til de påstande, som fremføres i artiklen.

| Bog | Spire Denne artikel om bøger og tidsskrifter er en spire som bør udbygges. Du er velkommen til at hjælpe Wikipedia ved at udvide den. |